# Morals
Pour plus de détails, voir Fiche technique et Distribution.
Morals est un film muet américain réalisé par William Desmond Taylor et sorti en 1921.

## Fiche technique
- Titre : Morals
- Réalisation : William Desmond Taylor
- Scénario : Julia Crawford Ivers, d'après la pièce de William J. Locke
- Chef-opérateur : James Van Trees
- Date de sortie : 
  - États-Unis : novembre 1921

## Distribution
- May McAvoy : Carlotta
- William P. Carleton : Sir Marcus Ordeyne
- Marian Skinner : Mrs McMurray
- Nick De Ruiz
- Starke Patteson : Harry
- W.E. Lawrence : Sebastian Pasquale
- Kathlyn Williams : Judith Mainwaring
- Bridgetta Clark : Antoinette
- Sidney Bracey : Stinson